# Diario de España
Diario de España (Diari d'Espanya en català) és un mitjà de comunicació general i diari gestionat per una associació sense ànim de lucre. Té la seva seu a Huelva (Andalusia) i Barcelona (Catalunya).

## Història
Diari d'Espanya va ser creat el 5 de maig de 2022 a través d'una associació espanyola sense ànim de lucre. Segons Google a través d'una anàlisi compartida en la seva pròpia pàgina, el periòdic obté una mitjana de 40.000 usuaris únics en mitjana per mes.
Va ser un dels mitjans més llegits pels militants de Ciutadans durant la campanya electoral a Andalusia en 2022, i es considera un mitjà pròxim a Ciutadans.
Sota la direcció de David González, Diari d'Espanya va tenir la seva primera redacció a Huelva (Andalusia), encara que després del canvi de direcció a David Muñoz, que havia ocupat el càrrec de cap de política i sotsdirector, va canviar la seva seu a Barcelona. La seva presentació va tenir lloc en aquesta ciutat, on va acollir a polítics i gent reconeguda a Catalunya i Espanya. Des del 29 de setembre de 2022, el seu director és David Muñoz.
Té delegacions a València i Santa Coloma de Gramenet, anomenades Diario de Valencia i Diario de Santa Coloma.

## Ideologia
Encara que no han definit la seva postura política, les seves publicacions i editorials lideren el liberalisme, el centralisme i l'europeïsme.

## Col·laboradors
Entre els seus principals col·laboradors es troben Sonia Reina, Miguel Urra, Edmundo Bal (diputat de Ciutadans en el Congrés dels Diputats), Soraya Rodríguez (eurodiputada per Renovar Europa) i Eva Poptcheva (diputada per Renovar Europa).